# Faculté des sciences économiques et de gestion de Sfax
La faculté des sciences économiques et de gestion de Sfax (arabe : كلية العلوم الاقتصادية والتصرف بصفاقس) est une faculté rattachée à l'université de Sfax.
Créée par le décret du 14 novembre 1975, elle est placée sous la tutelle du ministère de l'Enseignement supérieur et de la Recherche scientifique.
En 2019-2020, elle compte 3 964 étudiants 2 763 en licence, 1 001 en master (dont 173 en révision comptable) et 200 en doctorat) et 110 cadres et agents administratifs. Sa mission d'enseignement est assurée par 199 enseignants appartenant à cinq départements : sciences économiques, sciences de gestion, informatique de gestion, méthodes quantitatives et comptabilité.
Elle abrite huit laboratoires de recherche dans les spécialités représentées dans les divers départements.

## Personnalités

### Professeurs
- Mahmoud Ben Romdhane, professeur d'économie ;
- Edwin Le Héron, professeur invité entre 2009 et 2012.

### Étudiants
- Ridha Chalghoum, homme politique et ancien ministre des Finances ;
- Habib Ellouze, homme politique tunisien, ancien membre de l'assemblée constituante ;
- Mohamed Msilini, haut fonctionnaire et homme politique tunisien, ancien ministre du Commerce.